# روضة الحسو
روضة الحسو هو مركزٌ سعوديٌ تابعٌ لمحافظة المذنب التابعة لمنطقة القصيم، في المملكة العربية السعودية. المركز من الفئة (ب)، ورمزه 1781 حسب دليل الترميز الموحد للمناطق الإدارية بالمملكة العربية السعودية. بدأت هذه الهجرة في عام 1342 هـ، حين انتقل السكان من قريتهم القديمة التي كانت تُعرف باسم حسو جميعان، إلى الموقع الجديد الذي سُمِّي لاحقًا روضة الحسو، وهو الحي المعروف اليوم بهذا الاسم.